# Мозговий Олександр Володимирович
Олександр Володимирович Мозговий — колишній український телеведучий. Проросійський колаборант. Нині ведучий програм на телебаченні «ДНР»

## Біографія
Народився 29 грудня 1977 в Донецьку.

### Сім'я
- Дружина — Мозгова (Твереза) Марина Олександрівна.
- Батько — Мозговий Володимир Іванович.
- Мати — Мозгова (Илющенко) Ніна Іллівна.
- Сестра — Стукалова (Мозгова) Лілія Володимирівна.

### Освіта
У 1995 році закінчив фізико-математичну школу № 35 в Донецьку.
Закінчив Донецький національний технічний університет за двома спеціальностями: «промислова електроніка» (факультет комп'ютерних інформаційних технологій і автоматики) та «менеджмент у виробничій сфері» (економічний факультет), а також Донецький інститут соціальної освіти, факультет журналістики за спеціальністю «журналістика».

## Кар'єра
Кар'єру в медіагалузі розпочав у 1999 році. З 1999 по 2001 рік працював у Донецькій обласній державній телерадіокомпанії як журналіст, ведучий новин, випусковий редактор.
З 2001 по 2005 рік працював в ТРК «Новий Донбас» як журналіст, ведучий новин і випусковий редактор.
У 2005 році перейшов на телеканал «Україна». За час роботи на каналі обіймав посади журналіста, ведучого, випускового редактора та шеф-редактора. В даний час є керівником проекту й одночасно ведучим ранкового випуску інформаційної програми «События» . Відомий також підтримкою терористів ОРДЛО і веденням пропагандистських передач у ЗМІ, підконтрольних окупантам. https://www.youtube.com/watch?v=FLSX1DsHszU&t=740s
З 2022 року — ведучий Первого канала

## Захоплення
- спорт
- література